# Sulo Jääskeläinen
Sulo Jääskeläinen ou Sulo Usa à partir de 1925, né le 19 décembre 1890 à Vyborg et mort le 12 janvier 1942 à Kotka, est un sauteur à ski et spécialiste finlandais du combiné nordique.

## Biographie
Il se fait connaître en 1911 en remportant en Suède la première édition de la Baron von Willibrandt Challenge Cup,. En 1923, lors des jeux du ski de Lahti, il réalise le premier record sur le Salpausselkä.

## Palmarès

### Jeux olympiques
| Épreuve / Édition | Chamonix 1924 |
| Combiné nordique  | 16e           |
| Saut à ski        | 11e           |

### Championnats du monde
- Lors des championnats du monde de ski nordique 1926, il termine 8e du saut à ski et 18e du combiné nordique[3].

### Jeux du ski de Lahti
- Il remporte cette compétition en 1924 en combiné nordique (no).
- Il remporte cette compétition en 1923 et 1924 en saut à ski (no)[4]. Il termine deuxième en 1925.

### Championnats de Finlande
En saut à ski, les épreuves des jeux du ski de Lahti de 1923, 1924 et 1925 font office de championnats de Finlande. Il est donc champion de Finlande en 1923 et 1924 ainsi que second en 1925.